# Hyposada hydrocampata
Hyposada hydrocampata là một loài bướm đêm trong họ Erebidae.